# Nemacheilidae
A Nemacheilidae a sugarasúszójú halak (Actinopterygii) osztályának és a pontyalakúak (Cypriniformes) rendjének egyik családja.
A családba 40 élő nem és 645 élő faj tartozik.

## Rendszerezésük
A családba az alábbi 40 nem tartozik:
- Aborichthys B. L. Chaudhuri, 1913 - 8 faj
- Acanthocobitis W. K. H. Peters, 1861 - 8 faj
- Afronemacheilus Golubtsov & Prokofiev, 2009 - 2 faj
- Barbatula H. F. Linck, 1790 - 15 faj
- Claea Kottelat, 2010 - 1 faj
- Draconectes Kottelat, 2012[2] - 1 faj
- Dzihunia Prokofiev, 2001 - 3 faj
- Hedinichthys Rendahl, 1933 - 3 faj
- Heminoemacheilus S. Q. Zhu & W. X. Cao, 1987 - 2 faj
- Homatula Nichols, 1925 - 13 faj
- Ilamnemacheilus Coad & Nalbant, 2005 - 1 faj
- Indoreonectes Rita & Nalbant, 1978 - 1 faj
- Iskandaria Prokofiev, 2009 - 1 faj
- Lefua Herzenstein, 1888 - 4 faj
- Longischistura  - 1 faj
- Mesonoemacheilus Bănărescu & Nalbant, 1982 - 3 faj
- Micronemacheilus Rendahl, 1944 - 1 faj
- Nemacheilus Bleeker, 1863 - 58 faj; típusnem
- Nemachilichthys F. Day, 1878 - 1 faj
- Neonoemacheilus S. Q. Zhu & Q. Z. Guo, 1985 - 5 faj
- Oreonectes Günther, 1868 - 15 faj
- Oxynoemacheilus Bănărescu & Nalbant, 1966 - 46 faj
- Paracobitis Bleeker, 1863 - 17 faj
- Paranemachilus S. Q. Zhu, 1983 - 2 faj
- Paraschistura Prokofiev, 2009 - 23 faj
- Physoschistura Bănărescu & Nalbant, 1982 - 11 faj
- Protonemacheilus J. X. Yang & X. L. Chu, 1990 - 1 faj
- Pteronemacheilus Bohlen & Šlechtová, 2011 - 2 faj
- Schistura McClelland, 1838 - 201 faj
- Sectoria Kottelat, 1990 - 2 faj
- Seminemacheilus Bănărescu & Nalbant, 1995 - 2 faj
- Speonectes (Kottelat, 1990) - 1 faj
- Sphaerophysa W. X. Cao & S. Q. Zhu, 1988 - 1 faj
- Sundoreonectes Kottelat, 1990 - 2 faj
- Traccatichthys Freyhof & Serov, 2001 - 4 faj
- Triplophysa Rendahl, 1933 - 140 faj
- Troglocobitis (Parin, 1983) - 1 faj
- Tuberoschistura Kottelat, 1990 - 2 faj
- Turcinoemacheilus Bănărescu & Nalbant, 1964 - 6 faj
- Yunnanilus Nichols, 1925 - 34 faj